# Sorø Amt

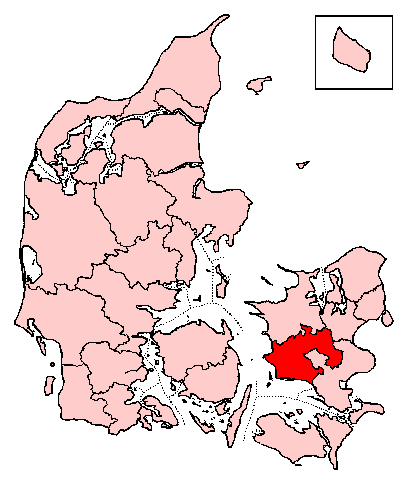
Sorø Amt

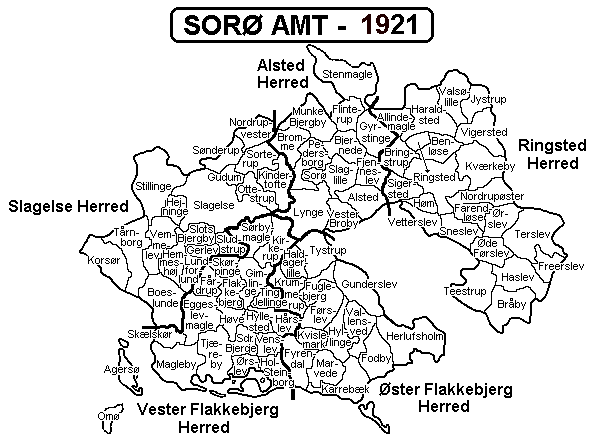
Sorø Amt 1921

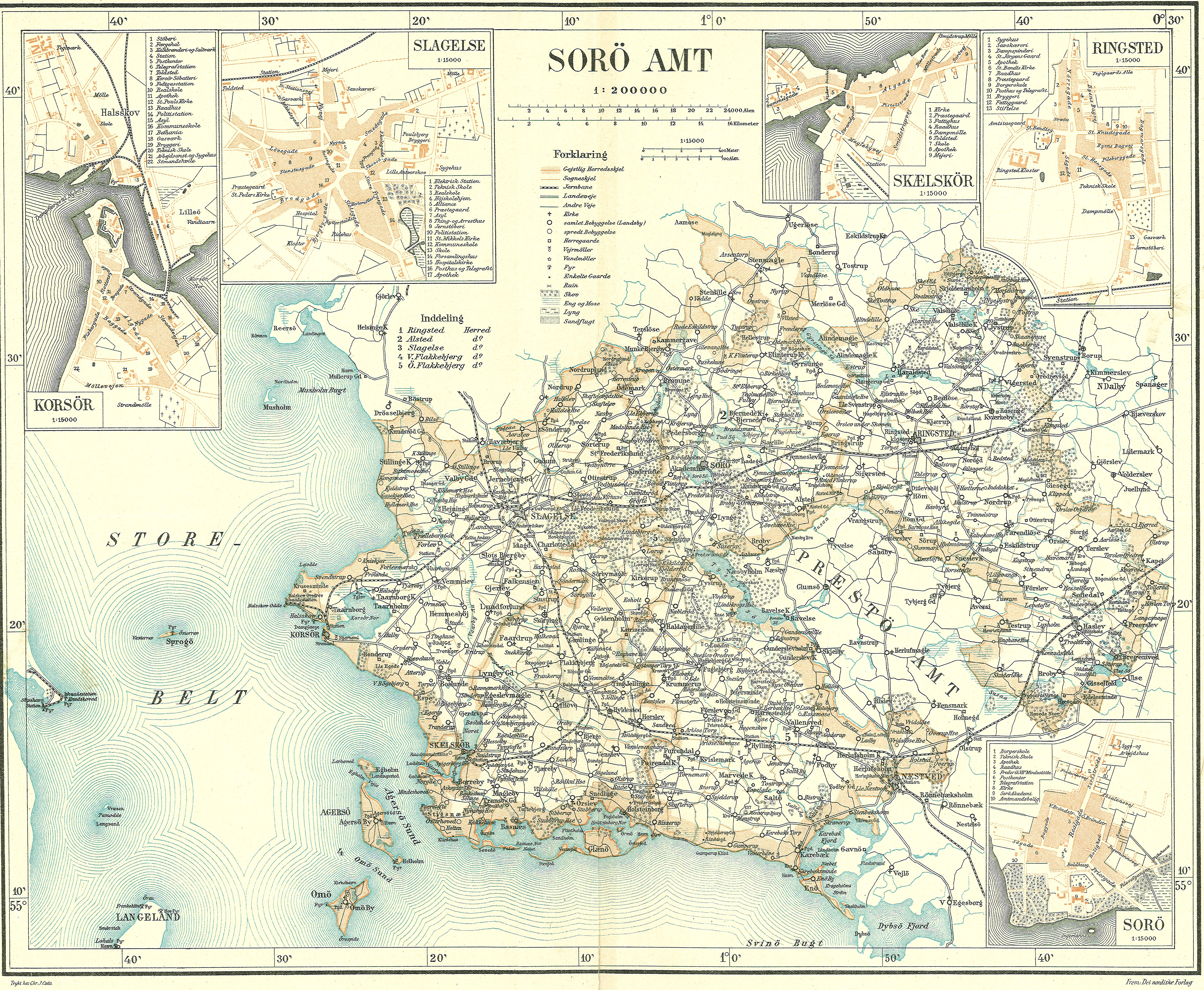
Sorø Amt rond 1900

Sorø Amt was een amt in Denemarken. Het amt werd gevormd in 1793 uit een aantal kleinere eenheden. Sorø omvatte het zuidwestelijke deel van het eiland Seeland. Bij de bestuurlijke reorganisatie in 1970 werd het samengevoegd met Holbæk Amt tot de nieuwe provincie Vestsjælland. 

## Herreder
Sorø was verdeeld in vijf herreder. Daarnaast lagen de steden Ringsted, Sorø, Skælskør,  Korsør en Slagelse binnen het amt.
- Alsted Herred
- Ringsted Herred
- Slagelse Herred
- Vester Flakkebjerg Herred
- Øster Flakkebjerg Herred